# 中鼎股份
安徽中鼎密封件股份有限公司（英語：Anhui Zhongding Sealing Parts Co.,Ltd.；深交所：000887，简称：中鼎股份），是中国深圳证券交易所的一家上市公司，主要从事液压气动密封件、汽车非轮胎橡胶制品的生产和销售。
公司前身为1980年创建的安徽省宁国密封件厂，1992年改制成立中鼎股份有限公司。2006年，中鼎股份收购安徽飞彩车辆股份有限公司，借壳“飞彩股份”实现上市。2007年1月18日，“安徽飞彩车辆股份有限公司”更名为“安徽中鼎密封件股份有限公司”，证券简称由“ST飞彩”变更为“ST中鼎”。
公司控股股东为安徽中鼎控股（集团）股份有限公司，2022年以173.72亿元营收位列“2023中国制造业民营企业500强榜单”第437位。
2022年，公司实现营业收入148.52亿元，同比增长16.02%；实现净利润9.64亿元，同比增长1.55%。